# Martovce
Martovce (em húngaro: Martos) é um município da Eslováquia, situado no distrito de Komárno, na região de Nitra. Tem 19,96 km² de área e sua população em 2018 foi estimada em 693 habitantes.

## Demografia
| Ano:        | 1994 | 2004   | 2014   | 2024   |
| ----------- | ---- | ------ | ------ | ------ |
| Broj ljudi: | 806  | 758    | 694    | 692    |
| Razlika:    |      | -5,95% | -8,44% | -0,28% |

| Ano:               | 2023 | 2024   |
| ------------------ | ---- | ------ |
| Número de pessoas: | 693  | 692    |
| Diferença:         |      | -0,14% |